# Anolis auratus
Anolis auratus (трав'яний аноліс) — вид ігуаноподібних ящірок родини анолісових (Dactyloidae). Мешкає в Центральній і Південній Америці.

## Поширення і екологія

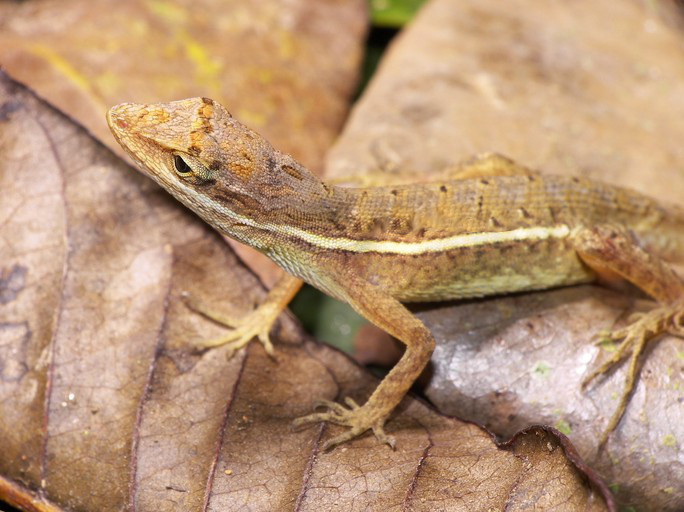
Трав'яний аноліс

Трав'яні аноліси мешкають на крайньому південному заході Коста-Рики, в Панамі, Колумбії, Венесуелі, Гаяні, Суринамі, Французькій Гвіані та на півночі та північному заході Бразилії (Амапа, Амазонас, Рорайма, Пара). Вони живуть на відкритих трав'янистих луках, в саванах, трапляються на пасовищах, на висоті до 1200 м над рівнем моря. Живляться перетинчастокрилими та іншими комахами, а також павуками.